# Intze-Prinzip
Zwei verschiedene Konstruktions-Prinzipien werden Intze-Prinzip genannt. Beide gehen auf den Wasserbau-Ingenieur Otto Intze (1843–1904) zurück. Das eine Intze-Prinzip bezieht sich auf die Bauart eines Wasserturms, das andere auf die Bauart einer Talsperre.

## Intze-Prinzip bei Wassertürmen

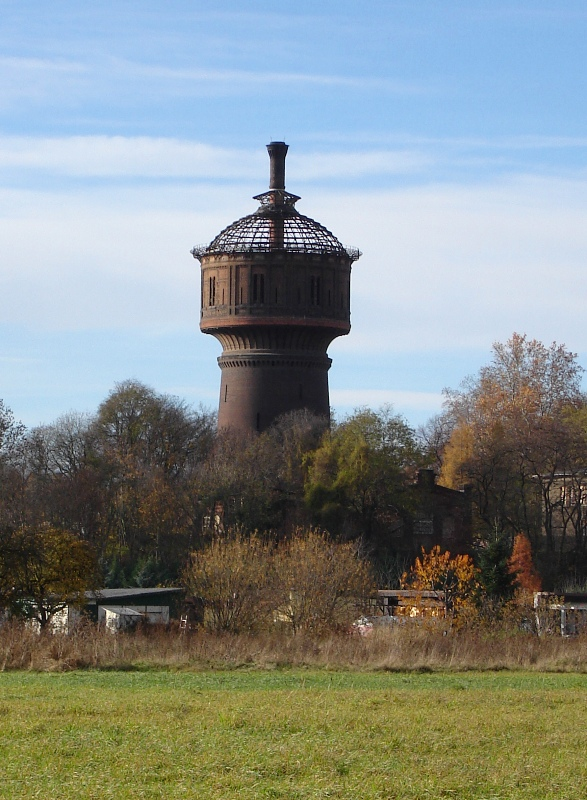
Nach dem Intze-Prinzip gebauter Salbker Wasserturm

Ein nach dem Intze-Prinzip gebauter Wasserturm hat einen Wasserbehälter, dessen Boden zunächst schräg nach innen eingezogen ist und dann ringförmig auf dem Schaft des Turms aufliegt. Der innere Bereich des Bodens ist demgegenüber konvex nach oben gewölbt. Dies ermöglicht eine schlanke Stützkonstruktion. Es werden keine Horizontalkräfte, sondern lediglich Vertikalkräfte in den Turmschaft eingeleitet, der somit weniger massiv ausgeführt werden kann.
Diese Bauart wurde in Deutschland insbesondere zwischen 1885 und 1905 angewandt.

Nach dem Intze-Prinzip ausgeführte Wasserbehälter
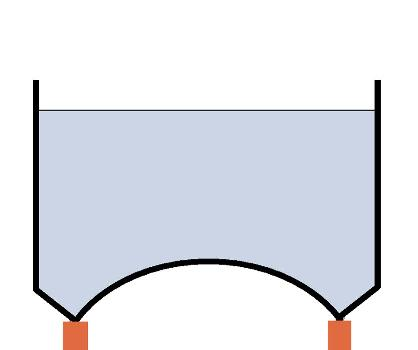
Der Intze-1-Behälter kann komplett aus Mauerwerk errichtet werden, solange die nach außen gerichteten Kräfte von umlaufenden Gurtbändern bzw. Ringankern aufgenommen werden.
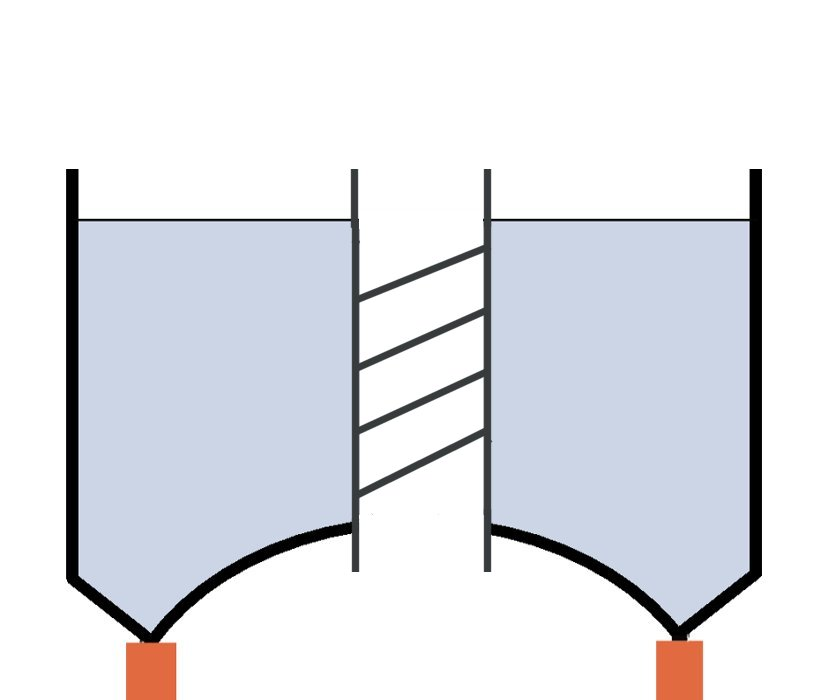
Intze-1-Behälter mit Innenzylinder zur Aufnahme der Spindeltreppe
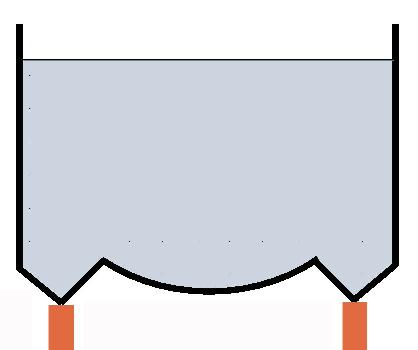
Intze-2-Behälter mit konvex-konkavem Innenboden

## Intze-Prinzip bei Talsperren

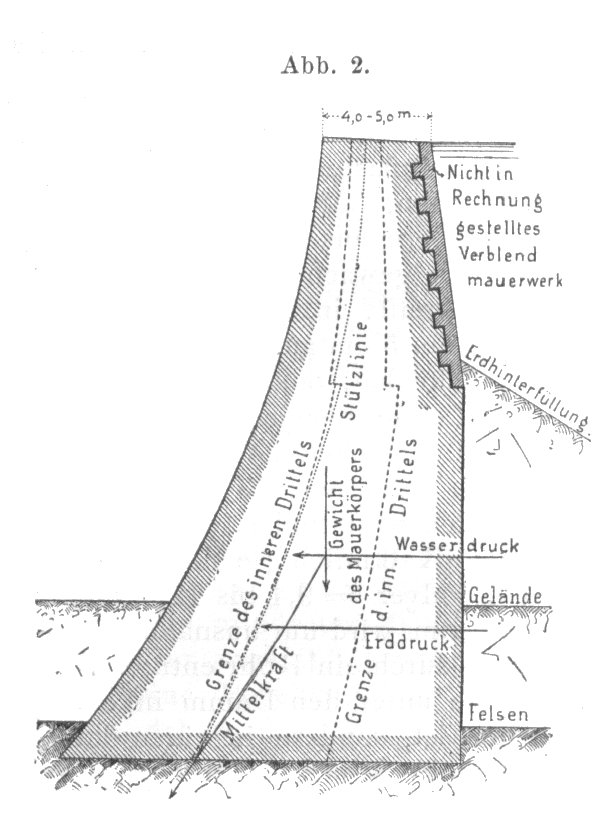
Intze-Talsperrenmauer

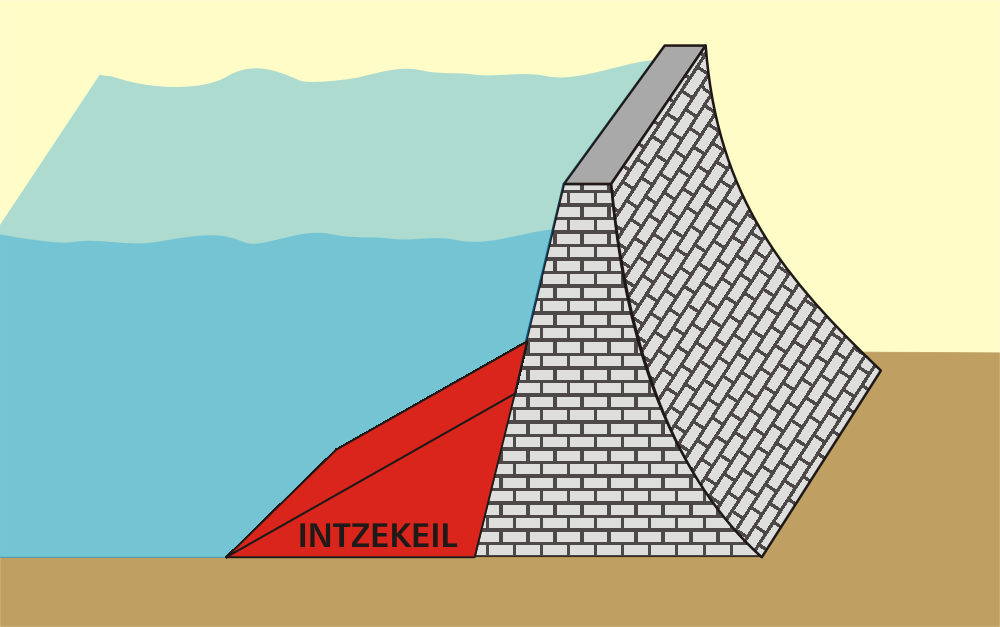
Intzekeil

Die Talsperrenbauweise nach Otto Intze wurde im deutschsprachigen Raum Ende des 19. Jahrhunderts und Anfang des 20. Jahrhunderts angewandt. Eine nach dem Intze-Prinzip gebaute Talsperre ist eine Gewichtsstaumauer mit folgenden Merkmalen:
- Grundriss in Bogenform mit der Wölbung gegen die Wasserseite
- Querschnitt nahezu dreiecksförmig mit Aufweitung zum Trapez im Kronenbereich für eine Fahrbahn von 4 bis 5 Meter Breite
- untere Hälfte der Wasserseite vertikal, oberen Hälfte geneigt ca. 10:1
- monolithische Bauweise ohne Längs- oder Querfugen aus Bruchstein in Kalk-Trass-Mörtel
- wasser- und luftseitig hammergerechtes oder unregelmäßiges Schichtenmauerwerk aus Bruchstein
- schwalbenschwanzartig verzahntes Vorsatzmauerwerk (Verblendung) an der oberen Wasserseite mit Anteil Zementmörtel
- ohne Drainage- oder Kontrollstollen
- im Regelfall zwei Grundablässe
- auf der Wasserseite in der unteren Mauerhälfte eine dreiecksförmige, verdichtete Anschüttung aus Lehm („Intzekeil“)
- Lehmpackung zwischen Intzekeil und Mauer von 1,0 bis 1,5 Meter Stärke
- wasserdichter Putz an der Wasserseite, in der oberen Hälfte hinter dem Vorsatzmauerwerk
- auf dem Putz doppelte Isolierung durch Schwarzanstrich aus Naturasphalt, Bitumen, Teer, Inertol und/oder Siderosthen
- vertikale Drainagen aus Tonrohren (Durchmesser ca. 60 mm) hinter der Wasserseite im Abstand von zwei Meter zwischen Mauerkrone und Sammler im unteren Viertel der Mauer
- teilweise eine Sohlentwässerung durch Keramikglocken, die in die Grundablässe entwässerten

Der Intzekeil sollte die Mauer im Bereich des höchsten Wasserdrucks zusätzlich abdichten. Das Material wurde meist im Aushub als Auelehm gewonnen und für den Einbau aufwändig zwischengelagert. Spätere Untersuchungen vom Geologischen Landesamt NRW zur Durchlässigkeit dieses Materials haben jedoch eine deutliche Abdichtungswirkung nicht bestätigt. Daher wird heute diese Bauweise als überholt eingeschätzt.